# Leo Königsberger
Leo Königsberger (1837-1921) va ser un matemàtic alemany, que va difondre i ampliar els fonaments riemannians de la teoria de funcions.

## Vida i Obra
Fill d'un ric comerciant jueu, Königsberger va començar a estudiar matemàtiques i física a la universitat de Berlín el 1857. A la seva ciutat natal, Poznań, havia fet amistat amb Lazarus Fuchs, que havia fet de tutor a casa dels seus pares, i amb qui es va retrobar a Berlín.
El 1860 va obtenir el seu doctorat i, després de donar classes durant tres anys a l'Escola del Cos de Cadets de Berlín, va ser nomenat professor de la universitat de Greifswald. El 1869 va passar a la universitat de Heidelberg, el 1875 a la Escola Tècnica de Dresde i el 1877 a la universitat de Viena. El 1884 va retornar a la universitat de Heidelberg on va romandre fins a la seva jubilació. Malgrat tots els canvis va estar a la universitat de Heidelberg durant 36 anys.
La seva obra matemàtica està influenciada per Weierstrass però tractant-la des d'un punt de vista riemannià, com es pot comprovar en els seus llibres de text més importants sobre funcions el·líptiques i sobre integrals hiperel·líptiques: Vorlesungen über die Theorie der elliptischen Functionen (1874) i Vorlesungen über die Theorie der hyperelliptischen Integrale (1878).
També és conegut per haver escrit una extensa biografia de Hermann von Helmholtz (1902) que havia estat col·lega seu a Heidelberg. Cap al final de la seva vida va escriure una autobiografia: Mein Leben.